# Занчевський Олександр Іванович
Олександр Іванович Занчевський (нар. 3 вересня 1898, Одеса, Херсонська губернія, Російська імперія — пом. 3 січня 1962, Одеса, УРСР, СРСР) — радянський історик українських земель, літературознавець,  архівіст.

## Життєпис
Олександр Іванович Занчевський народився 3 вересня 1898 року в українському місті Одеса Херсонської губернії Російської імперії у родині відомого математика, ординарного професора фізико-математичного факультету Імператорського Новоросійського університету Івана Занчевського.
1909 сім'я переїхала до Санкт-Петербургу, а 1916 до Києва, де того ж року в 4-й гімназії отримав атестат про середню освіту та поступив на історико-філологічний факультет Київського університету Святого Володимира. Навесні 1917 року, у зв'язку з поверненням батька до праці в Новоросійському університеті, перевівся на історико-філологічний факультет університету, де у 1920 році закінчив історичне відділення із срібною медаллю за дипломну роботу про книгу М. Щербатова «Історія Росії з найдавніших часів». Був залишений для підготовки до професорського звання по кафедрі російської історії (науковий керівник Антоній Флоровський) Одеського гуманітарно-соціального інституту (ОГСІ), створеного на базі трансформованого університету. З осені 1921 року, під час приєднання ОГСІ до Одеського інституту народної освіти, протягом двох років залишався стипендіатом останнього.
Був співробітником Одеського губернського архіву (нині — Державний архів Одеської області), до роботи в якому був задучений Антонієм Флоровським.  В 1923 році  у зв'язку з тимчасовою ліквідацією посад стипендіатів у виші  був звільнений з інституту та влаштувався на роботу в середній школі, де викладав російську літературу та мову.  У 1930-1933 роках викладав  курс історії стародавньої російської літератури  в Одеському  інституті професійної освіти, а з 1933 року - в Одеському державному університеті та інших навчальних закладах міста.
Під час нацистської окупації Одеси залишався в місті. Викладав в університеті Трансністрії, в штаті якого обійймав посаду асистента кафедри російської історії історико-філологічного факультету. Працював у відкритому 20 вересня 1942 року Одеському історико-археологічному музеї, який з 1 квітня 1943 року ввійшов до складу науково-дослідницьких інститутів діючого університету. Одночасно був асистентом історичної секції науково-дослідного інституту Трансністрії, де з колегами підготував до друку праці «Процес колонізації Трансністрії», «Історико-етнографічна карта Трансністрії». Планувалася розробка архівних даних історії муніципального управління міста за весь час його існування. 
Після війни продовжував працювати старшим викладачем у відновленому Одеському державному університеті. 24 червня 1947 року у Ленінградському університеті захистив дисертацію на здобуття наукового ступеня кандидата філологічних наук. Останні 15 років працював на кафедрі російської та зарубіжної літератури філологічного факультету Одеського державного університету. Колеги відмічали його ерудицію, глибокі знання у питаннях стародавньої російської літератури, літератури XVIII ст. та методики викладання російської літератури. 
Олександр Іванович Занчевський помер 3 січня 1962 року.

## Наукова діяльність
У 1920- роках наукова діяльність була зосереджена в соціально-історичній секції Одеська комісія краєзнавства при Всеукраїнській академії наук, на засіданнях якої  виступав з доповідями. 24 січня 1925 року виступив з доповіддю на тему «Зріст пролетарської самосвідомості в 1905 в Одесі в зв'язку зі страйком», підготовленою на матеріалах архіву Одеської губернії. У другій половині 1920-х років у фонді Новоросійського генерал-губернатора того ж архіву опрацьовував тему вільних матроських товариств. Саме через роботу з документами цього фонду у нього в листопаді 1929 в архіві виник конфлікт, який привів до інциденту з Михайлом Слабченком. Співробітником архіву  працював не довго і незабаром перейшов до педагогічної діяльності.
Як співробітник  музею проводив дослідження та упорядковував матеріали відділу первісного суспільства. 
Наукову роботу проводив також і в історичному архіві, де обробляв матеріали фонду канцелярії Новоросійського генерал-губернатора у період 1823—1854 років.
Досліджував спадщину російських революційних демократів, зокрема Д. Писарєва, наслідком чого стала закінчена монографія.

#### Публікації
- Рост пролетарского самосознания в Одессе в 1905 г. в связи с забастовками. — Одесса, 1925;
- Пушкин и декабристы // Пушкинская юбилейная научная сессия, посвященная 150-летию со дня рождения А. С. Пушкина. Одесса. 2-4 июня, 8 июня 1949 г.:Тезисы докладов. — Одесса, 1949.